# Associazione nazionale della Polizia di Stato
L'Associazione Nazionale della Polizia di Stato (ANPS), in passato Associazione Nazionale delle Guardie di Pubblica Sicurezza (ANGPS), è un ente morale italiano (D.P.R. 7 ottobre 1970 n. 820), con sede in Roma. Si trova sotto la vigilanza e la tutela del Ministro dell'interno. Ne è presidente onorario il capo della polizia in carica. L'Associazione fa parte integrante del Consiglio nazionale permanente delle Associazioni d'Arma iscritte all'Albo del Ministero della difesa, ai sensi del D.M. 5 agosto 1982.

## Finalità
È un'associazione apolitica nata con lo scopo di rafforzare l'unione tra il personale in servizio e quello in congedo e fornire assistenza morale e materiale agli iscritti; mantiene anche rapporti di collaborazione con tutte le altre associazioni d'arma.

## Attività
Iniziative istituzionali, quali partecipazione a cerimonie in ricordo dei caduti della Polizia di Stato, inaugurazione di monumenti e ogni altra cerimonia commemorativa; raduni nazionali, interregionali e regionali tra i propri soci; tutela e assistenza per i propri iscritti; attività ricreative, culturali e formative per i soci. Competenti e qualificati Gruppi di Volontariato e Protezione Civile, iscritti negli appositi registri nazionali e regionali, svolgono numerose attività di assistenza, vigilanza e soccorso, in collaborazione con enti e istituzioni.
L'Associazione comunica con gli iscritti e gli interessati attraverso la rivista trimestrale Fiamme d'Oro e il sito www.assopolizia.it.
Ai soci sono riservate particolari convenzioni con soggetti pubblici e privati.